# Wielka Gwiazda

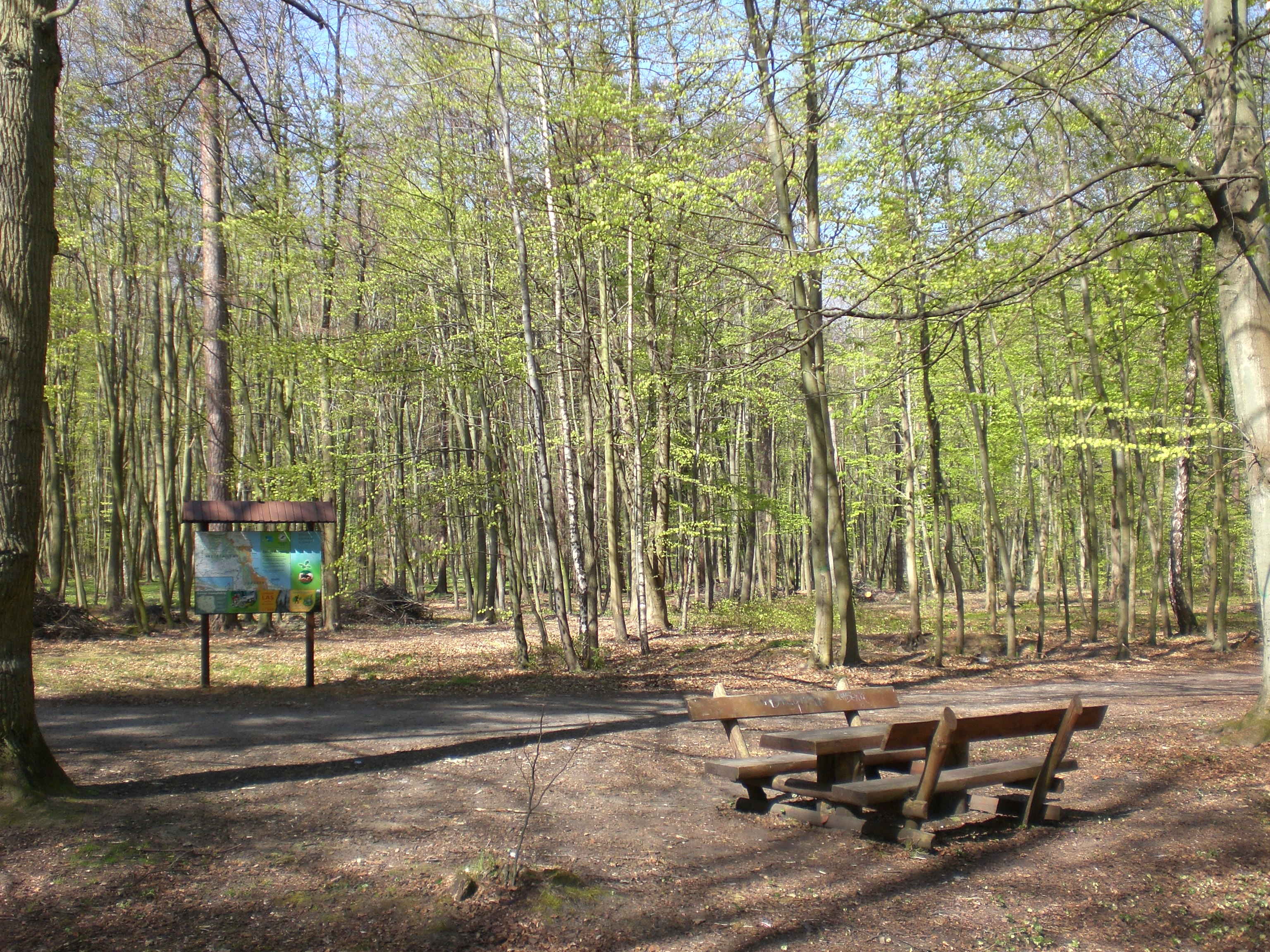
Wielka Gwiazda

Wielka Gwiazda (niem. Gr. Stern) – skrzyżowanie leśnych dróg spacerowych w Sopocie, w kompleksie leśnym Lasów Oliwskich na obszarze Trójmiejskiego Parku Krajobrazowego. Wielka Gwiazda jest otoczona lasem wielogatunkowym z przewagą buków i sosen; znajduje się na turystycznym szlaku Kartuskim. Jest również północną granicą występowania daglezji.
Od 1895 roku do marca 1945 znajdowała się w tym miejscu duża leśna restauracja (podpalona i zniszczona doszczętnie przez żołnierzy Armii Czerwonej). Do dziś zachowały się jedynie fragmenty fundamentów restauracji.
Do roku 1906 docierała w pobliże linia sezonowego tramwaju konnego (zawieszona ze względu na ciągły deficyt eksploatacyjny). Istniały również niezrealizowane przedwojenne plany rozwinięcia i rozbudowy linii do parametrów prawdziwego tramwaju elektrycznego (spod dzisiejszego Grand Hotelu do leśnej restauracji). 
Na wysokości 125 m n.p.m. krzyżują się tu szlaki spacerowe:
- z Doliny Gołębiewskiej do Gołębiewa lub Leśnej Polany (dawna droga do Osowej, dziś nieprzejezdna, bo przecięta obwodnicą Trójmiasta).
- z Doliny Świemirowskiej poprzez Drogę Wielkokacką do Wielkiego Kacka.